# Геомикробиология
Геомикробиология — междисциплинарная научная область на стыке геологии и микробиологии, являющаяся важным подразделением геобиологии. Она изучает роль микробов в геологических и геохимических процессах, а также влияние минералов и металлов на рост, активность и выживание микроорганизмов. Такие взаимодействия происходят в геосфере (горные породы, минералы, почвы и отложения), атмосфере и гидросфере. Геомикробиология исследует микроорганизмы, которые обеспечивают биогеохимические циклы Земли, опосредуют осаждение и растворение минералов, а также сорбируют и концентрируют металлы. Современные исследования показывают, что микробные сообщества не только присутствуют на поверхности Земли, но и активно функционируют глубоко под землей, формируя динамичные экосистемы, изменяющиеся под влиянием геологической активности. Геомикробиология объединяет методы и знания из микробиологии, геологии, экологии и биогеохимии. Области применения включают, например, биоремедиацию, горнодобывающую промышленность, смягчение последствий изменения климата и системы питьевого водоснабжения.

## История развития
Геомикробиология берет свое начало в 1920-х годах, когда геолог Чикагского университета Эдсон Бастин (1843-1897) исследовал происхождение сероводорода в водах нефтяных месторождений, расположенных глубоко под землей, и обнаружил, что за его производство ответственны сульфатредуцирующие бактерии, хотя первоначально критики скептически относились к этому открытию, предполагая, что микробы попали в подземную среду в процессе буренияc.
Геомикробиология приобрела особую значимость в 1970-80-х годах, когда была осознана уязвимость грунтовых вод к загрязнению, при этом активность микроорганизмов в поверхностных слоях Земли, особенно их способность использовать токсичные вещества в качестве пищи, играет важную роль для качества подземных вод, которые в США обеспечивают около 40% питьевого водоснабжения страны, что стимулировало исследования микробиологии почвы и подстилающих пород в связи с растущей деградацией этого ресурса из-за человеческой деятельности.
Термин "геомикробиология" вошел в геологическую науку недавно, а в 1997 году Минералогическое общество Америки опубликовало 35-й том под названием "Геомикробиология: взаимодействия между микробами и минералами", в предисловии к которому Катрин Скиннер отметила формирование нового измерения в понимании минералообразования, связанного с ролью микроорганизмов в этих процессах.

## Подземная микробиота
10-месячное исследование микробных сообществ в водоносных горизонтах на глубине 1478 м в бывшей золотой шахте выявило, что более 80% изменений в составе сообществ связаны с адвекцией, вызванной геологической активностью и изменениями в трещинах горных пород.  Еженедельный отбор проб из трех скважин показал корреляцию между изменениями в микробных сообществах и событиями активности трещин, что подтверждает доминирующую роль стохастических процессов над детерминистическими в формировании биогеографии глубинных сред.

## Направления исследований
Согласно информации, публикуемой в Geomicrobiology Journal, одном из ведущих научных изданий в этой области, ключевые направления исследований геомикробиологии включают:
- Микробное выветривание горных пород и минералов
- Роль микроорганизмов в формировании и деградации специфических минералов
- Минерализацию органического вещества
- Нефтяную микробиологию
- Подземную микробиологию
- Изучение биопленок и их геологической значимости
- Биогеохимические циклы элементов
- Изотопное фракционирование
- Палеомикробиологию[9]

Исследование биопленок представляет особый интерес для геомикробиологии, так как эти структурированные микробные сообщества играют важную роль в процессах выветривания, минералообразования и других геохимических трансформациях. Биопленки создают микросреды с уникальными физико-химическими условиями, где могут протекать специфические геохимические реакции.